# Lilla Björksjön
Lilla Björksjön är en sjö i Hylte kommun i Halland och ingår i Nissans huvudavrinningsområde.